# 提亞雷特區

提亞雷特區（阿拉伯语：‎），是阿爾及利亞的行政區，位於該國北部，由提亞雷特省負責管轄，首府設於提亞雷特，面積111平方公里，2008年人口201,263，人口密度每平方公里1,806人。